# 鄭本公
鄭本公（？年—1541年），山西行都指揮使司朔州衞（今山西省朔縣）人，明朝政治人物。

## 生平
正德五年（1510年）庚午科山西鄉試舉人，九年（1514年），登甲戌科進士，授陕西三原县知县，十四年十一月选授四川道试監察御史，十五年五月实授。明世宗即位，大禮議中鄭本公反對明世宗改皇考，下詔獄，獲杖刑罷免。調任通政使司參議，九年后因病改南京。授職大理寺丞，不久升南京太僕寺少卿，因病請辭。嘉靖二十年（1541年），言官邢如默、賈準舉薦，詔令起用不赴任，卒。

## 家族
弟鄭本廉，正德丙子舉人，官庆阳府通判。本公一女嫁同乡進士卢问之的三儿子卢季甫。

## 延伸阅读
[在维基数据编辑]
 《明史卷一百九十二》，出自《明史》